# Better Off Alone
Better Off Alone är en låt framförd av den nederländska dancegruppen Alice DeeJay, utgiven på singel 1999 samt på debutalbumet Who Needs Guitars Anyway? i mars 2000. Låten skrevs av Pronti & Kalmani, som också producerade den tillsammans med DJ Jurgen. Den sjungs av gruppens frontfigur Judith "Judy" Pronk. Som Alice Deejays första singel nådde låten stora listframgångar världen runt, med topp 5-placeringar i Australien, Irland, Kanada, Norge, Sverige och Storbritannien.
"Better Off Alone" har samplats i David Guettas "Play Hard" från 2013.

## Bakgrund
"Better Off Alone" är en eurodancelåt skriven av Pronti & Kalmani, alias för Sebastiaan Molijn respektive Eelke Kalberg. Kalmani har förklarat bakgrunden till låten som följande:
| ” | I came up with the sentence "Do you think you're better off alone" when the love of my life had left me. It's kind of ironic cause I never even told her the song was about her. I never saw her again. It made the emotion of the song as real as it gets. One simple line that said it all. The track was instrumental at first, but I started humming the vocal melody while the track was playing and we decided to add vocals. That turned out to be a wise decision. | „ |

Låten spelades in vid Violent Studios (Studio 4045) i Hilversum, där också Vengaboys spelat in flera av deras hits. Den sjöngs in av Judith "Judy" Pronk under produktion av Pronti & Kalmani och DJ Jurgen. Utöver "Better Off Alone" skrev Pronti & Kalmani även fyra andra låtar som hamnade på albumet Who Needs Guitars Anyway?, däribland uppföljarsinglarna "Back in My Life", "Will I Ever" och "Celebrate Our Love".

## Musikvideor

### Version 1
Musikvideons första version regisserades av Cousin Mike för produktionsbolaget 1171 Production Group. Den bygger på scener från version 2 som varvas med scener där Judith Pronk, Mila Levesque och Angelique Versnel dansar i ett rum med orientalisk inredning. Ibland syns Pronk ensam, iförd en blå klädsel med en slags slöja.

### Version 2
Musikvideons andra version regisserades av Olaf van Gerwen för produktionsbolaget Blood Simple. I videon kommer en man åkande i en jeep på en väg genom en ökenliknande miljö. Han får sedan motorstopp och tvingas ta sig fram till fots. Parallellt visas en kvinna sittande på en soffa i ett vardagsrum. Det slutar med att mannen inte orkar vandra mer utan lägger sig ner och blir täckt av sand.

## Låtlistor
| Frankrike (Hot Tracks) 1. "Better Off Alone" (Radio Edit) – 3:36 2. "Better Off Alone" (Pronti & Kalmani Vocal Remix) – 7:06 Nederländerna (Violent Music BV) 1. "Better Off Alone" (Radio Edit) – 3:36 2. "Better Off Alone" (Vocal Club Mix) – 6:36 3. "Better Off Alone" (Signum Remix) – 7:46 4. "Better Off Alone" (Pronti & Kalmani Vocal Remix) – 7:04 5. "Better Off Alone" (Pronti & Kalmani Club Dub) – 6:46 6. "Better Off Alone" (Mark Van Dale with Enrico Remix) – 9:27 | Skandinavien (Jive Records) 1. "Better Off Alone" (Radio Edit) – 3:36 2. "Better Off Alone" (Vocal Clubmix) – 6:36 3. "Better Off Alone" (Signum Rmx) – 7:46 4. "Better Off Alone" (Pronti + Kalmani Vocal Rmx) – 7:04 5. "Better Off Alone" (Pronti + Kalmani Club Dub) – 6:46 6. "Better Off Alone" (Mark Van Dale With Enrico Rmx) – 9:27 Storbritannien (Positiva Records) 1. "Better Off Alone" (Vocal Club Mix) – 6:44 2. "Better Off Alone" (Signum Remix) – 6:21 3. "Better Off Alone" (DJ Jam X And De Leon's Dumonde Remix) – 6:42 |

## Medverkande
- Judith "Judy" Pronk – sång
- Pronti & Kalmani – låtskrivare, produktion
- DJ Jurgen – produktion

## Listplaceringar
| Lista (1999–2000)                        | Högsta position |
| ---------------------------------------- | --------------- |
| Australien (ARIA)                        | 4               |
| Finland (Finlands officiella lista)      | 16              |
| Frankrike (SNEP)                         | 6               |
| Irland (IRMA)                            | 3               |
| Italien (FIMI)                           | 17              |
| Kanada (Canadian Hot 100)                | 2               |
| Nederländerna (Dutch Top 40)             | 9               |
| Norge (VG-lista)                         | 3               |
| Nya Zeeland (RIANZ)                      | 11              |
| Schweiz (Swiss Music Charts)             | 28              |
| Sverige (Sverigetopplistan)              | 5               |
| Storbritannien (Official Charts Company) | 2               |
| Tyskland (Media Control Charts)          | 32              |
| USA (Billboard Hot 100)                  | 27              |
| USA (Pop Songs)                          | 20              |
| USA (Hot Dance Club Songs)               | 3               |